# Emilio Aceval

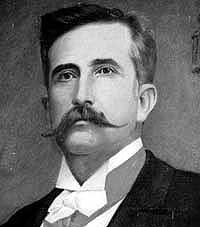
Emilio Aceval

Emilio Aceval (* 16. Oktober 1853 in Asunción; † 15. April 1931 ebenda) war ein paraguayischer Politiker und von 1898 bis 1902 der 26. Präsident Paraguays.

## Leben
In seiner Jugend kämpfte er im Tripel-Allianz-Krieg und wurde zweimal verwundet. Er war gebildet und reiste viel nach Europa und in die USA. Er wurde Direktor der Nationalbank (Banco Nacional del Paraguay) und später Kriegsminister im Kabinett von Präsident Juan Bautista Egusquiza.
Emilio Aceval setzte sich verstärkt für die ärmeren Bewohner des Landes ein. Er war Mitglied in der Colorado-Partei und gehörte dort zu den Egusquistas, die im Gegensatz zu den Caballeristas eine Zusammenarbeit mit den Liberalen befürworteten. Seine Amtszeit lief vom 25. November 1898 bis zum 9. Januar 1902. Seine Regierung wurde durch den Militärputsch von Juan Antonio Ezcurra und Fulgencio Moreno, die zu den Caballeristas gehörten, beendet.
Sein älterer Bruder war der Diplomat Benjamín Aceval, der dreimal Außenminister war.